# 下北沢ダイハード
『下北沢ダイハード』（しもきたざわダイハード）は、テレビ東京系列のドラマ24枠（毎週土曜日0:12 - 0:52〈金曜日深夜〉、JST）で、2017年7月22日（21日深夜）から9月30日（30日深夜）まで放送されたテレビドラマ。

## 概要
演劇の街として知られる下北沢を舞台に、小劇場で活躍する11人の劇作家が書き下ろす基本一話完結のオムニバスドラマ。下北沢に住んだり、劇場で活躍する様々な人たちを個性豊かな俳優陣が演じ、「人生最悪な1日」の風景を描く。
題名はアメリカ合衆国の映画『ダイ・ハードシリーズ』にあやかったパロディーであり、下北沢のスナックの常連客・ジョン・幕練（古田新太）と、そのママ（小池栄子）が冒頭と終盤にストーリーテラーとして登場し、これらの作品についての解説・感想を述べる。

## キャスト

### 主要人物
- ジョン幕練（スナックの常連客） - 古田新太
- ママ - 小池栄子

### ゲスト
第1話「裸で誘拐された男」
- 渡部修 - 神保悟志
- 渡部健人 - 吉沢亮
- 尾本清 - 村杉蝉之介
- 尾本千夏 - 桜井ユキ
- 麗奈 - 柳ゆり菜
- 渡部景子 - 高橋ひとみ
- 大塚 - 米千晴
- 橋本 - 濱崎ヒロキ
- 観客（女） - 小築舞衣
- 観客（男） - 畠山Ｕ輔

第2話「違法風俗店の男」
- 光石研（本人役）
- 風俗嬢・ユイ - 川栄李奈
- ロバート・秋山（本人役）
- 池田鉄洋（本人役）

第3話「夫が女装する女」
- 杉田由紀子 - 麻生久美子
- 杉田勲 - 野間口徹
- ママ友・理沙 - 西田尚美
- ママ友・あゆみ - 植木夏十

第4話「夜逃げする女」
- 須田類 - 緒川たまき
- 椎名照美 - 酒井若菜
- 深大寺 - 志尊淳
- 原田利夫 - 山西惇

第5話「最高のSEXをする女」
- 柴原麻子 - 夏菜
- 時村孝治 - 和田聰宏
- 隣人・大倉 - 柄本時生

第6話「未来から来た男」
- シーモキーター - 佐藤二朗
- コヤマ・サラ - 松本穂香
- 店員 - 加藤諒
- 片桐仁（本人役）
- mamazon - 池谷のぶえ

第7話「手がビンになった男」
- 伊沢キヨシ - 佐藤隆太
- 海老川アンナ - 臼田あさ美
- バーのマスター - 田中要次
- ヤクザ・カタオカ - 三浦誠己
- 若頭 - 大澄賢也
- 警官 - 六角慎司
- 山中（声） - 山中崇

第8話「彼女が風俗嬢になった男」
- 田川のりお - 青柳翔
- 山田愛子 - 森川葵
- みわ - 馬場ふみか
- ルカ - 渡辺真起子
- テレビ東京AD - 田村健太郎
- あきお - 小松利昌

第9話「幽体離脱した男」
- 高倉紗奈 - 岸井ゆきの
- タクヤ - 金子大地
- 演出家 - 岩松了

第10話「悪魔にとり憑かれた女」
- ジャニス - 夏帆
- カート小林 - 高橋努（第11話）
- シミー辺見 - 山本浩司
- ブライアン錠 - 岩尾望
- ライブハウス店長 - 森下能幸
- サタン - 松尾諭（第11話）
- ジャニスの歌声（「39クラブ」でのライブシーン） - 真山りか（私立恵比寿中学）

第11話「父親になりすます男」
- 壱河悦子 - 成海璃子
- 丹澤航平 - 大東駿介
- 村山 - 大倉孝二
- 壱河源一 - 升毅
- 壱河佳代 - 村井美和

## スタッフ
- 脚本 - 西条みつとし、細川徹、松井周、上田誠、えのもとぐりむ、喜安浩平、柴幸男、根本宗子、福原充則、丸尾丸一郎、三浦直之
- 演出 - 関和亮、細川徹、スミス、山岸聖太、戸塚寛人
- オープニングテーマ - 凛として時雨「DIE meets HARD」（ソニー・ミュージックアソシエイテッドレコーズ）
- エンディングテーマ - 雨のパレード「Shoes」（SPEEDSTAR RECORDS）
- プロデューサー - 浅野太、濱谷晃一、櫻井雄一
- キャスティング - 村瀬博之
- 制作 - テレビ東京、ソケット
- 製作・著作 - 『下北沢ダイハード』製作委員会

## 放送日程
| 各話   | 放送日  | サブタイトル           | ラテ欄                                                            | 脚本           | 監督     |
| ------ | ------- | ---------------------- | ----------------------------------------------------------------- | -------------- | -------- |
| 第01話 | 7月22日 | 裸で誘拐された男       | スーツケースの中に裸の男…奇妙な誘惑!? 命がけの大脱出劇!           | 西条みつとし   | 関和亮   |
| 第02話 | 7月29日 | 違法風俗店の男         | 名脇役が違法風俗でガサ入れ!? 俳優人生のピンチに脱出大作戦         | 細川徹         | 細川徹   |
| 第03話 | 8月05日 | 夫が女装する女         | 女装した夫が乱入!? ママ友絵が修羅場に…命がけの脱出作戦!           | 松井周         | スミス   |
| 第04話 | 8月12日 | 夜逃げする女           | 婚約者を殺した…! 崖っぷち女2人逃避行 20年住む街捨てる夜           | 喜安浩平       | 関和亮   |
| 第05話 | 8月19日 | 最高のSEXをする女      | 最高のSEXする女 浮気男にリベンジだ! 女のプライドを賭けた夜の戦い! | 福原充則       | スミス   |
| 第06話 | 8月26日 | 未来から来た男         | 未来から裸の男が…シーモンキー現る! 美少女暗殺のピンチ             | 柴幸男         | 山岸聖太 |
| 第07話 | 9月02日 | 手がビンになった男     | なぜ俺が殺人犯に…手がビンになった男!? 警察包囲から大脱出          | 上田誠         | 戸塚寛人 |
| 第08話 | 9月09日 | 彼女が風俗嬢になった男 | 風俗嬢ラブのヒモ男大ピンチ! パチンコで50万稼げ!                   | 根本宗子       | 山岸聖太 |
| 第09話 | 9月16日 | 幽体離脱した男         | 幽体離脱した役者…タイムリミット60分! 劇場霊の呪い解け!?           | 三浦直之       | スミス   |
| 第10話 | 9月23日 | 悪魔にとり憑かれた女   | 悪魔に呪われた女がライブ拒否でピンチ! ロックバンドの悲劇          | 丸尾丸一郎     | 戸塚寛人 |
| 最終話 | 9月30日 | 父親になりすます男     | 父親になりすます男 偽装結婚式でピンチ!? 新婦の“秘密”に涙          | えのもとぐりむ | 関和亮   |